# Hành trình kết nối những trái tim
Hành trình kết nối những trái tim là chương trình truyền hình thực tế do Đài Truyền hình Thành phố Hồ Chí Minh và công ty truyền thông MCV phối hợp sản xuất cùng với nhà tài trợ DoubleMint. Chương trình bắt đầu ghi hình từ ngày 17 tháng 10 năm 2008 và lên sóng chính thức vào ngày 2 tháng 12 năm 2008.
Chương trình được sản xuất dựa trên chương trình Ainori (あいのり, tiếng Anh: Love Ride) của đài truyền hình Fuji, Nhật Bản. Chương trình gốc đã có hơn mười năm hoạt động, với tập đầu tiên ra mắt ngày 11 tháng 10 năm 1999 và tập cuối cùng phát sóng ngày 23 tháng 3 năm 2009, tổng cộng có 441 tập phim. Chương trình được phát sóng trở lại kể từ năm 2018 trên nền tảng Netflix.

## Định dạng
Hành trình bắt đầu với bảy người trẻ độc thân đang trên đường tìm kiếm một nửa còn lại của chính mình. Bảy người này sẽ cùng nhau du hành qua khắp 63 tỉnh thành của Việt Nam (và mở rộng ra toàn vùng Đông Nam Á), cùng chia sẻ những niềm vui để từ đó phát hiện ra tình cảm người bạn khác giới trong đoàn. Chuyến hành trình còn mang ý nghĩa cao đẹp khi 7 thành viên phải tham gia vào hoạt động từ thiện và tìm hiểu văn hoá bản xứ.
Suốt chuyến hành trình, khi một ai đó nảy sinh tình cảm với người khác giới, họ sẽ được ban tổ chức chương trình tặng một cặp vé để làm tín vật tỏ tình. Với cặp vé này, họ có thể về nhà và tìm hiểu nhau kĩ hơn. Người nhận được tấm vé tỏ tỉnh có một đêm suy nghĩ trước khi trả lời vào ngày hôm sau. Nếu đồng ý cùng nhau tìm hiểu xa hơn, hai người sẽ chia tay chương trình và trở về nhà; nếu không đồng ý với lời tỏ tình thì người nhận vé sẽ trả lại cho người bày tỏ tình cảm và tiếp tục chuyến hành trình, đồng thời người bày tỏ tình cảm sẽ phải rời cuộc hành trình. Những người bị loại sẽ liên tục được thay thế bằng những người mới.

### Đăng ký tham dự
Tất cả những người độc thân có bản lĩnh tự tin, mong muốn khám phá và tham gia trải nghiệm qua các công tác từ thiện đều có thể đăng ký tham gia chương trình. Những người được chọn sẽ được thay thế vào vị trí của người chơi vừa bị loại.
Các ứng viên có thể đăng ký thông qua website chính thức hoặc qua địa chỉ email của chương trình. Tất cả thông tin của người tham dự đều được bảo mật.

### Kỉ niệm một năm phát sóng
Chương trình đặc biệt kỉ niệm một năm phát sóng chương trình và gây quỹ Lovebus diễn ra vào ngày 14 tháng 11 năm 2009. Tham gia chương trình có sự góp mặt của các thành viên cũ từng tham gia chuyến xe tình yêu, cùng các gương mặt đồng hành như Xuân Bắc, Bảo Thy, Thanh Vân, Siu Black và Ngô Tiến Đoàn. Ngoài buổi giao lưu này còn có thêm hai số phát sóng đặc biệt tổng hợp và bình chọn riêng về các thí sinh.
Dưới đây là các nội dung đã được bầu chọn cùng số phiếu của người đồng hành (người chiến thắng đề cử có tên bằng chữ đậm):
- Những chàng trai đặc biệt:
  - Bảo Hiểm - chàng trai vui vẻ nhất (4/5 phiếu)
  - Long Râu - chàng trai thay đổi nhiều nhất (1/5 phiếu)
  - Pin - chàng trai đào hoa nhất (2/5 phiếu)
  - Chất - chàng trai chân thật nhất (1/5 phiếu)
  - Mây - chàng trai làm thơ nhiều nhất (1/5 phiếu)
- Những anh chàng ngộ nghĩnh:
  - Biển (1/5 phiếu)
  - Củ Hành (1/5 phiếu)
  - Gà Tây (2/5 phiếu)
  - Tài xế Lũng (1/5 phiếu)
- Lời tỏ tình rơi nước mắt:
  - Jenda (3/5 phiếu)
  - Hòn
  - Líu Lo (2/5 phiếu)
  - Thỏ Con
  - Cỏ
- Lời tỏ tình lãng mạn
  - Voi & Gió
  - Long Râu & Bé Mon
  - Bảo Hiểm & Sóng
  - Củ Hành & Bé Bắp
  - Kiss & Bé Điệu

### Sum họp ngày xuân
Số phát sóng đặc biệt mồng ba Tết Canh Dần 2010 (tập 64) có nhan đề "Sum họp ngày xuân" nhằm chia sẻ cuộc sống sau Lovebus của các cựu thành viên. Các cặp đội lần lượt được giới thiệu thông qua chuyện hội ngộ bất ngờ. Mở đầu, Lá nhận được một lá thư hẹn tại sân bay Tân Sơn Nhất, đến nơi cô gặp anh Lũng và được tặng một vé máy bay ra Hà Nội thăm Mỳ Tôm Cải Cúc và ra mắt gia đình lần đầu. Tương tự, Mon, Tin và Bảo Hiểm cũng được tặng vé máy bay và phải đến những điểm hẹn bí mật. Bảo Hiểm được xếp đặt gặp JenDa tại một quán café, hai người đã có một buổi trò chuyện để gợi lại những kỉ niệm xưa; bất ngờ, Xuân Bắc trong bộ dạng của một nhân viên phục vụ bàn mang một chiếc bánh kem ra, tiếp tục cuộc trò chuyện với họ, đồng thời tỏ ý nhờ dịp này hai người hãy kết thân. Trong lúc đó, Ún gặp Tin, Long gặp Mon, và cùng với Lá & Mì Tôm họ đến thăm nhà Long Râu.
Đến trưa, tất cả các cặp gặp Xuân Bắc để nhận một thử thách từ chương trình. Trong thử thách này mỗi cặp được phát 50.000 đi chợ để chuẩn bị nguyên liệu làm một bữa ăn có ý nghĩa, và bắt buộc những nguyên liệu được chọn không trùng với đội bạn. Trong thời gian một giờ, các đội phải tranh thủ bếp trống tại nhà hàng On Café sau đó trình bày trước hội đồng giám khảo gồm: đạo diễn Hữu Đức, Xuân Bắc và đạo diễn Mạnh Hà. Đội của JenDa & Bảo Hiểm đã chiến thắng, giải thưởng họ nhận được là một cặp vé máy bay khứ hồi như đã thông báo.
Rồi mọi người lại được mời lên chuyến xe hồng. Chuyến xe đưa họ đến thăm một cụ già neo đơn mà hành trình đã từng đề cập. Chiều tới, mọi người du ngoạn bờ hồ và chụp ảnh mừng năm mới. Chương trình do Thài Phìn Tủng và Hữu Đức làm đạo diễn, có sự góp mặt của các bình luận viên cũ như: Thanh Vân, Bảo Thy, Ngô Tiến Đoàn và Cao Thái Sơn; Sam cũng xuất hiện trong một số cảnh của tập phim.

## Khách mời đồng hành
Chú thích
     Nghệ sĩ tham gia dẫn chính.
     Nghệ sĩ tham gia với tư cách khách mời
Trong một vài trường hợp, khách mời của năm phát sóng trước trở thành một trong những người bình luận chính của năm phát sóng sau.
| Xuân Bắc             | 54 | 52 | 52 | 2 | 160 |
| Siu Black            | 43 | 3  | 3  |   | 49  |
| Bảo Thy              | 47 | 20 |    |   | 67  |
| Thanh Vân            | 5  | 6  |    |   | 11  |
| Ngô Tiến Đoàn        | 5  | 4  |    |   | 9   |
| Mai Phương           |    | 12 | 3  | 2 | 17  |
| Chí Thiện            |    | 10 | 1  |   | 11  |
| Lê Khánh             |    | 5  | 1  |   | 6   |
| nhà báo Thùy Trang   |    | 6  |    |   | 6   |
| nhà báo Dạ Ly        |    | 4  |    |   | 4   |
| nhà báo Quỳnh Nguyễn |    | 3  |    |   | 3   |
| Yến Trang            | 3  | 5  |    |   | 8   |
| Đông Nhi             |    | 2  |    |   | 2   |
| Đoan Trang           |    | 2  |    |   | 2   |
| Tina Tình            |    | 3  |    |   | 3   |
| Mai Khôi             | 3  |    |    |   | 3   |
| Lan Phương           |    | 3  |    | 1 | 4   |
| Cao Thái Sơn         |    | 2  |    |   | 2   |
| Phi Thanh Vân        |    | 2  |    |   | 2   |
| Quang Vinh           | 2  |    |    |   | 2   |
| Hương Giang          |    | 3  |    |   | 3   |
| Thủy Tiên            | 1  |    |    |   | 1   |
| Ngô Thanh Vân        | 1  |    |    |   | 1   |
| Vân Trang            | 1  |    |    |   | 1   |

## Phát sóng
Tập đầu tiên của Hành trình kết nối những trái tim được phát sóng từ ngày 2 tháng 12 năm 2008. Các tập phát sóng của chương trình được chiếu vào lúc 22:00 thứ ba hàng tuần trên kênh HTV7 và 21:30 trên kênh HanoiTV1. Trong những năm đầu tiên, ngoài HTV7 và HanoiTV1, 17 đài truyền hình địa phương khác cũng tham gia tiếp sóng hoặc phát lại chương trình này.